# Love & Hate (nummer)
"Love & Hate" is een nummer van de Britse zanger Michael Kiwanuka. Het verscheen op zijn gelijknamige album uit 2016. Op 24 juni van dat jaar werd het nummer uitgebracht als de tweede single van het album.

## Achtergrond
"Love & Hate" is geschreven door Kiwanuka, Brian Burton, Dean Josiah Cover en geproduceerd door Burton en Cover onder hun artiestennamen Danger Mouse en Inflo. Het nummer gaat over een dualisme in een persoonlijkheid. Kiwanuka vertelde hierover in een interview met het NRC Handelsblad: "Je kiest voor het goede, maar je donkere kant komt toch ook soms naar buiten". Het nummer maakt gebruik van handklappen, orkestratie en een achtergrondkoor, in de stijl van bekende soulmuzikanten als Otis Redding, Al Green en Curtis Mayfield.
"Love & Hate" duurt zeven minuten, maar een versie van drieënhalve minuut, waar grote delen van de lange ad libs uit werden geknipt, werd uitgebracht als single. Het nummer bereikte wereldwijd geen grote hitlijsten, maar werd wel een klein succes in België; zowel de Vlaamse als de Waalse Ultratop 50 werd weliswaar niet gehaald, maar in beide lijsten kwam het wel tot de "Bubbling Under"-lijst met tips voor de Ultratop 50. Daarnaast staat het nummer in Nederland sinds 2017 in de Radio 2 Top 2000.

## NPO Radio 2 Top 2000
| Nummer met noteringen in de NPO Radio 2 Top 2000 | '17  | '18  | '19 | '20 | '21  | '22  | '23  | '24  |
| ------------------------------------------------ | ---- | ---- | --- | --- | ---- | ---- | ---- | ---- |
| Love & Hate                                      | 1707 | 1598 | 995 | 926 | 1028 | 1031 | 1167 | 1316 |

1. ↑  Een vetgedrukt getal geeft de hoogste notering aan.
2. ↑  2017 was het eerste jaar met een notering voor dit nummer.